# 華妃 (嘉慶帝)
華妃（かひ、？ - 嘉慶9年6月28日（1804年8月3日））は、清の嘉慶帝の側室。姓は侯氏または侯佳氏。内務府鑲黄旗包衣管領の出身。名は六妞（リウニウ）。父は上驷院卿兼内務府大臣討住。

## 生涯
乾隆43年（1778年）2月、官女子として乾隆帝の第15皇子嘉親王永琰（後の嘉慶帝）の府邸に仕え始める。
乾隆54年（1789年）6月12日、侯佳氏は嘉親王の第六女を産む。しかし、嘉親王第六女は翌年天然痘で夭折する。
嘉慶元年（1796年）、嘉慶帝が即位すると榮嬪に冊封された。
嘉慶6年（1801年）1月8日、瑩嬪を静妃に晋封するよう上諭が出されたが、実際には同年1月14日、侯佳氏は華妃に晋封された。
嘉慶9年（1804年）6月28日、華妃は薨逝した。
翌10年2月7日、清西陵の妃園寝に陪葬された。

## 伝記資料
- 『清史稿』